# Volta a Portugal de 1980
A 42ª edição da Volta a Portugal em Bicicleta ("Volta 80") decorreu entre os dias 5 e 17 de Agosto de 1980. Composta por um prólogo e 15 etapas, num total de 2.005,2 km.

## Equipas
Participaram 66 corredores de 10 equipas:
- FC Porto-UBP
- GD Coelima
- Zaia-Sonne
- Vilanovense-Rodovil
- Sangalhos-Vinhos da Bairrada
- Lousa-Trinaranjus
- Campinense-Belarus
- Pagapouco-Tavira
- Coimbrões-Fagor
- Costa do Sol-Nutrigado

## Etapas
| Nº        | Dia          | Etapa                                                   | km   | Vencedor da etapa                              | Camisola amarela                               |
| --------- | ------------ | ------------------------------------------------------- | ---- | ---------------------------------------------- | ---------------------------------------------- |
| Prólogo   | 5 de Agosto  | Espinho - Espinho (C/R por equipas)                     | 7,2  | FC Porto-UBP                                   | Belmiro Silva (FC Porto-UBP)                   |
| 1ª etapa  | 6 de Agosto  | Espinho - Águeda                                        | 14   | Manuel Durão (Vilanovense-Rodovil)             | Manuel Durão (Vilanovense-Rodovil)             |
| 2ª etapa  | 6 de Agosto  | Águeda - Curia (C/R individual)                         | 23,5 | Alexandre Ruas (Coelima)                       | Manuel Durão (Vilanovense-Rodovil)             |
| 3ª etapa  | 7 de Agosto  | Águeda - Guimarães                                      | 142  | António Fernandes (FC Porto-UBP)               | Manuel Durão (Vilanovense-Rodovil)             |
| 4ª etapa  | 8 de Agosto  | Guimarães - Mondim de Basto (Alto da Senhora da Graça)1 | 165  |                                                | Manuel Durão (Vilanovense-Rodovil)             |
| 5ª etapa  | 9 de Agosto  | Mondim de Basto - Gouveia                               | 196  | Flávio Henriques (Coimbrões-Fagor)             | Flávio Henriques (Coimbrões-Fagor)             |
| 6ª etapa  | 10 de Agosto | Gouveia - Seia (C/R individual)                         | 16   | Floriano Mendes (Sangalhos-Vinhos da Bairrada) | Flávio Henriques (Coimbrões-Fagor)             |
| 7ª etapa  | 10 de Agosto | Seia - Castelo Branco                                   | 154  | Francisco Miranda (Lousa-Trinaranjus)          | Floriano Mendes (Sangalhos-Vinhos da Bairrada) |
| 8ª etapa  | 11 de Agosto | Castelo Branco - Évora                                  | 202  | António Fernandes (FC Porto-UBP)               | Floriano Mendes (Sangalhos-Vinhos da Bairrada) |
| 9ª etapa  | 12 de Agosto | Évora - Serpa                                           | 140  | Manuel Gomes (FC Porto-UBP)                    | Floriano Mendes (Sangalhos-Vinhos da Bairrada) |
| 10ª etapa | 13 de Agosto | Serpa - Santiago do Cacém                               | 185  | Alfredo Gouveia (Coelima)                      | Floriano Mendes (Sangalhos-Vinhos da Bairrada) |
| 11ª etapa | 14 de Agosto | Santiago do Cacém - Barreiro                            | 146  | Benedito Ferreira (Coimbrões-Fagor)            | Floriano Mendes (Sangalhos-Vinhos da Bairrada) |
| 12ª etapa | 15 de Agosto | Barreiro - Alpiarça                                     | 134  | Manuel Gomes (FC Porto-UBP)                    | Floriano Mendes (Sangalhos-Vinhos da Bairrada) |
| 13ª etapa | 16 de Agosto | Alpiarça - Leiria                                       | 181  | José Martins (Coelima)                         | Floriano Mendes (Sangalhos-Vinhos da Bairrada) |
| 14ª etapa | 17 de Agosto | Leiria - Loures                                         | 140  | Fernando Fernandes (FC Porto-UBP)              | Francisco Miranda (Lousa-Trinaranjus)          |
| 15ª etapa | 17 de Agosto | Estoril - Cascais (C/R individual)                      | 27,5 | Belmiro Silva (FC Porto-UBP)                   | Francisco Miranda (Lousa-Trinaranjus)          |

1- Etapa anulada após confrontos entre ciclistas, espetadores e diretores.

## Classificações Finais

### Geral individual
| Lugar | Nome                | Nacionalidade | Equipa                       | Tempo       |
| ----- | ------------------- | ------------- | ---------------------------- | ----------- |
| 01º   | Francisco Miranda   | Portugal      | Lousa-Trinaranjus            | 52h 39' 56" |
| 02º   | Luís Vargues        | Portugal      | Campinense-Belarus           | + 53"       |
| 03º   | Belmiro Silva       | Portugal      | FC Porto-UBP                 | + 1' 47"    |
| 04º   | Floriano Mendes     | Portugal      | Sangalhos-Vinhos da Bairrada | + 2' 04"    |
| 05º   | Fernando Fernandes  | Portugal      | FC Porto-UBP                 | + 3' 11"    |
| 06º   | Luís Teixeira       | Portugal      | Coelima                      | + 4' 22"    |
| 07º   | Venceslau Fernandes | Portugal      | FC Porto-UBP                 | + 4' 42"    |
| 08º   | José Sousa Santos   | Portugal      | FC Porto-UBP                 | + 5' 29"    |
| 09º   | Manuel Zeferino     | Portugal      | FC Porto-UBP                 | + 7' 43"    |
| 10º   | José Rosa           | Portugal      | Sangalhos-Vinhos da Bairrada | + 7' 58"    |

### Geral por equipas
| Lugar | Equipa                       | Tempo        |
| ----- | ---------------------------- | ------------ |
| 1º    | FC Porto-UBP                 | 158h 12' 10" |
| 2º    | Sangalhos-Vinhos da Bairrada | + 14' 12"    |
| 3º    | Coelima                      | + 17' 07"    |

### Geral por Pontos
| Lugar | Nome              | Equipa            | Pontos |
| ----- | ----------------- | ----------------- | ------ |
| 1º    | Francisco Miranda | Lousa-Trinaranjus | 55     |
| 2º    | Manuel Martins    | Coelima           | 40     |
| 3º    | Luís Teixeira     | Coelima           | 34     |

### Geral da Montanha
| Lugar | Nome              | Equipa                       | Pontos |
| ----- | ----------------- | ---------------------------- | ------ |
| 1º    | Floriano Mendes   | Sangalhos-Vinhos da Bairrada | 30     |
| 2º    | Luís Teixeira     | Coelima                      | 24     |
| 3º    | Francisco Miranda | Lousa-Trinaranjus            | 13     |

### Outras classificações
Metas Volantes: Elias Campos (Lousa-Trinaranjus), 14 pontos
Combinado: Francisco Miranda (Lousa-Trinaranjus), 5 pontos

## Ciclistas
Partiram: 66; Desistiram: 28; Terminaram: 38.
Media: 33,399 km/h.